# FlashGet
FlashGet (originalmente JetCar, de la traducción literal de la frase china 快车) es un gestor de descargas freeware para Microsoft Windows. Era originalmente una versión pagada o con adware, esta última incluía un BHO para Internet Explorer.

## Características
- Integración con navegadores web como Google Chrome, Internet Explorer, Mozilla Firefox, Opera, Netscape, Maxthon, Avant Browser y SeaMonkey.
- Puede descargar una secuencia de archivos.
- Descargar desde locaciones múltiples.
- Divide los archivos a descargar en secciones, y descarga cada sección simultáneamente.
- Permite ver los archivos cuando no hay conexión a Internet.
- Sop0rta descargas HTTP, HTTPS, FTP, Microsoft Media Services, RTSP, BitTorrent y desde la versión 1.8.4 EDonkey2000[2]

## Preocupaciones de Malware
FlashGet ha sufrido de fallos de seguridad en su mecanismo de actualización provocando que los usuarios se infectaran con troyanos.
También existe cierta preocupación porque FlashGet descarga cada archivo indicado por el archivo FGUpdate3.ini del servidor del desarrollador cada vez que FlashGet inicia. Si el archivo FGUpdate3.ini es modificado para aprovecharse y es introducido directamente en el servidor del desarrollador, podría causar que FlashGet descargue malware al computador sin ninguna advertencia.
El 4 de abril de 2010, FlashGet 3.4 fue liberado con contenido adware y otras aplicaciones chinas no reveladas ni autorizadas. Algunos de los anuncios aparecían agresivamente fuera de la bandeja de sistema, causando muchos inconvenientes. El instalador también fue trasladado a chino, haciendo difícil que los usuarios instalaran y removieran este software.